# Anna-Clara Tidholm
Anna-Clara Beatrice Tidholm, ogift Tjerneld, född 7 januari 1946 i Oscars församling i Stockholm, är en svensk författare och illustratör. 

## Produktion
Tidholm var ursprungligen skribent och är självlärd som illustratör. Hennes bilder har beskrivits som ”mjuka och stiliserade, nästan naivistiska”. Tidholm är representerad vid Statens konstråd, Nationalmuseum och Göteborgs konstmuseum.
Hon har en mycket omfattande produktion, har översatts till flera språk och erhållit en stor mängd utmärkelser. Bland hennes barnboksserier kan nämnas böckerna om Ture och Knacka-på-serien. Knacka på från 1992 har under lång tid varit en mycket populär barnbok och tryckts i otaliga upplagor. År 2019, 28 år efter att den först släpptes, var det årets mest sålda barn- och ungdomsbok.
År 2018 blev hon intervjuad av journalisterna och författarna Malena Hilding och Lilian Sjölund i boken Kvinnorna i Hälsingland – en reportagebok om vår tids historia.

## Biografi
Anna-Clara Tidholm är dotter till författaren Staffan Tjerneld och Märta Zetterström samt dotterdotter till Hasse Zetterström. Hon är också systerdotter till manusförfattaren Sven Zetterström och revyförfattaren Kar de Mumma. Hon växte upp på Djurgården i Stockholm. Efter studentexamen 1965 studerade hon litteraturhistoria vid Stockholms universitet 1966–1968.
Anna-Clara Tidholm samarbetar ofta med sin make Thomas Tidholm (född 1943) som hon gifte sig med en andra gång 1991. De var gifta första gången 1969 till 1979 och fick då sönerna Po Tidholm (född 1971) och Svante Tidholm (född 1977). Sedan 1970 bor och arbetar hon på en småbruksgård i Arbrå i Hälsingland.

## Priser och utmärkelser
- 1986 – Elsa Beskow-plaketten[13]
- 1987 – Expressens Heffaklump
- 1992 – Deutscher Jugendliteraturpreis för Resan till Ugri La Brek
- 1993 – Wettergrens barnbokollon
- 1997 – Astrid Lindgren-priset
- 1998 – Landsbygdens författarstipendium
- 2001 – ABF:s litteratur- & konststipendium
- 2002 – Augustpriset för Adjö, herr Muffin
- 2002 – BMF-Barnboksplaketten för Adjö, herr Muffin
- 2002 – Bokjuryn (kategori 0–6 år)
- 2003 – Carl von Linné-plaketten för Flickornas historia, Europa
- 2003 - Bollnäs kommuns kulturpris
- 2012 – Knut V. Pettersson-stipendiet
- 2014 – Schullströmska priset för barn- och ungdomslitteratur